# Società Sportiva Calcio Palermo 1984-1985
Questa voce raccoglie le informazioni riguardanti la Società Sportiva Calcio Palermo nelle competizioni ufficiali della stagione 1984-1985.

## Stagione
Dopo una sola stagione in Serie C1, il Palermo torna in Serie B arrivando secondo in campionato per classifica avulsa, poiché infatti terminò la stagione con gli stessi punti del Catanzaro (45). In Coppa Italia la squadra viene eliminata nella prima fase dopo una vittoria, un pareggio e tre sconfitte. Nella Coppa Italia Serie C invece, a cui partecipa per la prima volta nella sua storia, il club entra direttamente in gioco ai Sedicesimi di finale nel gennaio 1985, poiché aveva già preso parte alla Coppa Italia maggiore, venendo eliminato dal Licata di Zdeněk Zeman. 
La trionfale stagione dei rosanero viene però funestata da una duplice tragedia: il 23 febbraio 1985, il presidente Roberto Parisi, mentre si reca nei suoi uffici dell'Icem, azienda della quale era Presidente, viene ucciso dalla mafia, probabilmente a causa degli affari dell'illuminazione pubblica stradale, di cui l'ICEM aveva vinto l'appalto; il 26 agosto 1985, il tecnico Domenico Rosati, già malato da tempo, viene stroncato da una neoplasia.

## Divise e sponsor
La maglia era rosanero mentre i calzoncini erano esclusivamente neri. Da quest'annata sino al 1986 lo sponsor ufficiale è Juculano.

## Organigramma societario[2]
- Presidente: Roberto Parisi (fino al 23 febbraio 1985), poi Salvatore Matta
- Direttore sportivo: Ernesto Bronzetti
- Segretario generale: Silvio Palazzotto
- Allenatore: Domenico Rosati

## Rosa
| N. |                   | Ruolo | Calciatore           |
| -- | ----------------- | ----- | -------------------- |
|    | Italia (bandiera) | P     | Giuseppe Lorusso     |
|    | Italia (bandiera) | P     | Franco Paleari       |
|    | Italia (bandiera) | P     | Giacomo Violini      |
|    | Italia (bandiera) | P     | Vincenzo Laveneziana |
|    | Italia (bandiera) | D     | Tebaldo Bigliardi    |
|    | Italia (bandiera) | D     | Rosario Biondo       |
|    | Italia (bandiera) | D     | Marco Cecilli        |
|    | Italia (bandiera) | D     | Franco Falcetta      |
|    | Italia (bandiera) | D     | Giuseppe Guerini     |
|    | Italia (bandiera) | D     | Claudio Ranieri      |
|    | Italia (bandiera) | D     | Natale Picano        |
|    | Italia (bandiera) | C     | Santo Ardizzone      |

| N. |                   | Ruolo | Calciatore         |
| -- | ----------------- | ----- | ------------------ |
|    | Italia (bandiera) | C     | Onofrio Barone     |
|    | Italia (bandiera) | C     | Giovanni Costa     |
|    | Italia (bandiera) | C     | Gianni De Biasi    |
|    | Italia (bandiera) | C     | Pietro Maiellaro   |
|    | Italia (bandiera) | C     | Valerio Majo       |
|    | Italia (bandiera) | C     | Mario Piga         |
|    | Italia (bandiera) | C     | Giuseppe Testa     |
|    | Italia (bandiera) | C     | Giovanni Tarantino |
|    | Italia (bandiera) | A     | Antonio De Vitis   |
|    | Italia (bandiera) | A     | Gabriele Messina   |
|    | Italia (bandiera) | A     | Hubert Pircher     |

## Calciomercato
Cessioni: Natale Picano (Ternana, ottobre)

## Risultati

### Campionato

#### Girone di andata
| 23 settembre 1984 1ª giornata | Palermo | 2 – 1 | Casertana |  |

| 30 settembre 1984 2ª giornata | Foggia | 2 – 0 | Palermo |  |

| 7 ottobre 1984 3ª giornata | Palermo | 1 – 0 | Casarano |  |

| 14 ottobre 1984 4ª giornata | Palermo | 0 – 0 | Salernitana |  |

| 21 ottobre 1984 5ª giornata | Ternana | 1 – 1 | Palermo |  |

| 28 ottobre 1984 6ª giornata | Palermo | 2 – 0 | Nocerina |  |

| 4 novembre 1984 7ª giornata | Monopoli | 0 – 3 | Palermo |  |

| 11 novembre 1984 8ª giornata | Palermo | 2 – 0 | Campania |  |

| 18 novembre 1984 9ª giornata | Akragas | 0 – 0 | Palermo |  |

| 25 novembre 1984 10ª giornata | Palermo | 1 – 0 | Catanzaro |  |

| 2 dicembre 1984 11ª giornata | Francavilla | 1 – 2 | Palermo |  |

| 9 dicembre 1984 12ª giornata | Palermo | 1 – 0 | Benevento |  |

| 16 dicembre 1984 13ª giornata | Messina | 2 – 1 | Palermo |  |

| 23 dicembre 1984 14ª giornata | Barletta | 2 – 2 | Palermo |  |

| 6 gennaio 1985 15ª giornata | Palermo | 0 – 0 | Cavese |  |

| 13 gennaio 1985 16ª giornata | Reggina | 2 – 2 | Palermo |  |

| 20 gennaio 1985 17ª giornata | Palermo | 2 – 1 | Cosenza |  |

#### Girone di ritorno
| 3 febbraio 1985 18ª giornata | Casertana | 1 – 0 | Palermo |  |

| 10 febbraio 1985 19ª giornata | Palermo | 2 – 1 | Foggia |  |

| 17 febbraio 1985 20ª giornata | Casarano | 1 – 1 | Palermo |  |

| 24 febbraio 1985 21ª giornata | Salernitana | 1 – 1 | Palermo |  |

| 3 marzo 1985 22ª giornata | Palermo | 1 – 1 | Ternana |  |

| 10 marzo 1985 23ª giornata | Nocerina | 0 – 2 | Palermo |  |

| 17 marzo 1985 24ª giornata | Palermo | 1 – 1 | Monopoli |  |

| 24 marzo 1985 25ª giornata | Campania | 0 – 0 | Palermo |  |

| 6 aprile 1985 26ª giornata | Palermo | 2 – 0 | Akragas |  |

| 14 aprile 1985 27ª giornata | Catanzaro | 2 – 1 | Palermo |  |

| 21 aprile 1985 28ª giornata | Palermo | 1 – 0 | Francavilla |  |

| 5 maggio 1985 29ª giornata | Benevento | 1 – 1 | Palermo |  |

| 12 maggio 1985 30ª giornata | Palermo | 1 – 0 | Messina |  |

| 19 maggio 1985 31ª giornata | Palermo | 2 – 0 | Barletta |  |

| 26 maggio 1985 32ª giornata | Cavese | 1 – 1 | Palermo |  |

| 2 giugno 1985 33ª giornata | Palermo | 1 – 0 | Reggina |  |

| 9 giugno 1985 34ª giornata | Cosenza | 2 – 1 | Palermo |  |

### Coppa Italia
| Arbitro: | Magni (Bergamo) |

|                                                      |           |  |
| Briaschi 8’ 26’ 59’ Cabrini 58’ Rossi 63’ Boniek 88’ | Marcatori |  |

| Taranto , ore Prima fase - 2ª giornata | Taranto | 1 – 0 | Palermo |  |

| Siracusa , ore Prima fase - 3ª giornata | Palermo | 2 – 0 | Sambenedettese |  |

| Cagliari , ore Prima fase - 4ª giornata | Cagliari | 3 – 1 | Palermo |  |

| Palermo , ore Prima fase - 5ª giornata | Palermo | 1 – 1 | Atalanta |  |

### Coppa Italia Serie C
| Licata 16 gennaio 1985 Sedicesimi - Andata | Licata | 4 – 1 | Palermo | Stadio Dino Liotta |

| Palermo 30 gennaio 1985 Sedicesimi - Ritorno | Palermo | 2 – 2 | Licata | Stadio La Favorita |

## Statistiche

### Statistiche di squadra
|  |    | Classifica Serie C1 1984-1985 | Pt | G  | V  | N  | P | GF | GS |
|  | -- | ----------------------------- | -- | -- | -- | -- | - | -- | -- |
|  | 2. | Palermo                       | 45 | 34 | 16 | 13 | 5 | 41 | 24 |

|  |    | Girone 7 | Pt | G | V | N | P | GF | GS |
|  | -- | -------- | -- | - | - | - | - | -- | -- |
|  | 5. | Palermo  | 3  | 5 | 1 | 1 | 3 | 4  | 11 |

### Statistiche dei giocatori[4]
Tra parentesi le presenze e le eventuali reti segnate
- Paleari (34, -24)
- Guerini (34, 4)
- Ranieri (32)
- Messina (32, 15)
- De Biasi (32, 1)
- Barone (29, 1)
- Majo (29)
- Bigliardi (29)
- Piga (28, 2)

- Falcetta (25)
- Cecilli (25)
- Maiellaro (25, 2)
- De Vitis (18, 7)
- Pircher (18, 3)
- Costa (16)
- Testa (15, 3)
- Biondo (7)
- Ardizzone (1)